# Col de l'Échelle
El Col de l'Échelle (Col de l'Escala en occità, Colle della Scala en italià) és un port de muntanya de 1762 metres dels Alps al departament dels Alts Alps (estat francès). És el port de muntanya més baix entre els estats francès i italià, fent part de la frontera entre ambdós, i connecta la Vallée de la Clarée amb la Vallée Étroite (municipi de Nevascha, conca del Dora Riparia). El punt més alt entre ambdues valls és de fet a 1779 metres, al Mal Pas / Mauvais Pas uns quilòmetres al nord del Col de l'Échelle oficial. Entre ambdós cols, hi ha una petita vall seca.
Baixant pel coll cap a l'est s'hi arriba a Bardonescha. El 2017, uns 100 activistes del moviment identitari europeu "Identitäre Bewegung" va ocupar el port una estona per denunciar-hi el pas de refugiats.